# 佩罗卡佐泰特 (朗德省)
佩罗卡佐泰特（法語：Payros-Cazautets）是法国朗德省的一个市镇，属于蒙德马桑区（Mont-de-Marsan）若恩县（Geaune）。该市镇总面积6.35平方公里，2009年时的人口为91人。

## 人口
佩罗卡佐泰特人口变化图示